# Florilegium de Banks
O Florilegium de Banks é uma coleção de gravuras em placas de cobre das plantas coletadas por Sir  Joseph Banks e Daniel Solander quando acompanharam o capitão  James Cook em sua viagem em torno do mundo, entre 1768 e 1771. As plantas foram coletadas em  Madeira, Brasil, Terra do Fogo, Ilhas da Sociedade, Nova Zelândia, Austrália e Java.
Os espécimes de Banks e  Solander foram desenhados a bordo do navio "HM Bark Endeavour" por  Sydney Parkinson. Ele desenhou cada espécie anotando as cores e, em algumas outras, terminou as ilustrações  usando aquarela.  Quando retornaram para Londres,  Banks contratou 5 artistas para recriar em aquarela todos os desenhos de Parkinson. Entre 1771 e 1784, Banks empregou 18 gravadores para criar as linhas de gravura em placas de cobre das 743 aquarelas, que foram terminadas a um custo considerável.  O  Florilegium não foi impresso durante a vida de Banks. Ele doou as placas para o  Museu Britânico.
Algumas das placas foram eventualmente impressas.  Entre 1900 e 1905,  James Britten  e o Museu Britânico emitiram cópias de 315 das gravuras em tinta preta, sob o título  "Illustrations of Australian Plants". Outras foram incluidas em preto e branco em 1973 no livro  "Captain Cook's Florilegium". A primeira edição colorida completa do Florilegium foi publicada entre 1980 e 1990 em 34 partes pela  "Alecto Historical Editions" e o Museu Britânico.  Somente 100 conjuntos foram colocados para a venda.  As placas foram imprimidas usando uma técnica do século XVII conhecida como  "à la poupée", onde cada cor é aplicada diretamente à placa. A exatidão das cores foi verificada segundos as anotações de  Parkinson e com a consultora do botânico do Museu, Chris Humphries. Cada placa levou uma semana a dois meses para ser aprovada. As partes 1 a 15 consistem em 227 placas referentes a flora da Austrália  e as partes 16 a 34 incluem  as da América do Sul e outras regiões do Pacífico.
Um documentário que reconta a viagem e a publicação do Florilegium,  "Banks' Florilegium: The Flowering of the Pacific", foi lançado em 1984. Foi narrado pelo australiano  Robert Hughes. Um livro sobre o tema,  "The flowering of the Pacific: Being an account of Joseph Banks' travels in the South Seas and the story of his Florilegium", de  Brian Adams  foi publicado pelo Museu Britânico em 1986. 